# İmralı
İmralı (in greco Καλόλιμνος?, Kalòlimnos) è una piccola isola della Turchia collocata nel sud del Mar di Marmara, ad ovest della penisola che si trova nel territorio della provincia di Bursa. L'isola è attualmente utilizzata come prigione di massima sicurezza per un solo detenuto, Abdullah Öcalan, il leader del Partito dei Lavoratori del Kurdistan (PKK).

## Geografia
L'isola, che ha una lunghezza da nord a sud di circa 8 chilometri con una larghezza di circa 3 chilometri, ha un'area di 25 km². Il picco più alto è il Türk Tepesi ("Collina Turca") con 217 metri di altitudine.

## Storia
İmralı fu strappata ai Bizantini nel 1308 da Emir Ali, il luogotenente di Orhan I. L'isola fu la prima ad essere conquistata dall'impero ottomano e permise, da parte di questi, il controllo strategico di tutta l'area del Mare di Marmara, tagliando i collegamento dei bizantini con Bursa. Il nome dell'isola deriva dal nome del suo conquistatore, Emir Ali, uno dei più importanti ammiragli dell'impero ottomano. Fino alla guerra d'indipendenza turca (1919-1923) esistevano tre villaggi greci sull'isola. Gli abitanti dell'isola vivevano soprattutto di viticoltura, produzione di vini, e pesca. Un personaggio abbastanza conosciuto nativo dell'isola è Kimon Friar che sarebbe emigrato negli Stati Uniti d'America divenendo un noto traduttore di poesie dal greco all'inglese.
A seguito dello scambio di popolazioni tra Grecia e Turchia nel 1923 il posto diventò vacante e tale restò fino al 1935, quando fu costruito un complesso carcerario. Ai prigionieri erano permessi la produzione e lo scambio di prodotti di agricoltura e pesca. Nel 1999, dopo la cattura di Abdullah Öcalan, il complesso fu liberato totalmente e la prigione divenne il luogo di detenzione di un solo prigioniero, Abdullah Öcalan appunto. Vi è anche una base militare sull'isola e l'area circostante le coste è una zona ad accesso proibito.

## Prigionieri famosi
- Adnan Menderes, Primo ministro
- Fatin Rüştü Zorlu, Ministro degli Affari Esteri
- Hasan Polatkan, Ministro delle finanze
- Abdullah Öcalan, guerrigliero curdo
- Billy Hayes, contrabbandiere statunitense evaso dall'isola